# Elisabeth Lutyens
Agnes Elisabeth Lutyens (Londres, 9 de juliol de 1906 – mateixa ciutat 14 d'abril de 1983) fou una compositora anglesa, que formava part de la generació modernista que inclou músics com Humphrey Searle o Trevor Denis ApIvor.
Realitzà els estudis de composició i viola en el Royal College londinenc, ampliant coneixements en el Conservatori Nacional francès, a París. Després de compondre diverses peces neoimpressionistes, s'orientà vers el dodecafonisme, creant obres molt notables, tant per a orquestra com per la interpretació vocal.
D'aquestes cal destacar: Concert de cambra núm. 1 (1936); Tres preludis simfònics (1942), on és palpable una exposició neoromàntica adaptada al serialisme: la cantat Catena (1960), el poema simfònic La vall d'Hatasuse (1965), on incorporà elements de la música japonesa, i l'òpera Isis & Osiris (1970) sobre un poema de Plutarc. Estava casada amb el director d'orquestra Edward Clark.

## Infància i educació
Elisabeth Lutyens va ser un dels cinc fills de l'arquitecte Sir Edwin Lutyens i la seva dona Emily, qui va estar involucrada amb el moviment de la Teosofia. Des de l'any 1911 el jove filòsof Jiddu Krishnamurti va viure a la seva casa de Londres, ja que era molt amic de l'Elisabeth i les seves germanes. Als nou anys va decidir que volia ser compositora i no va ser fins a l'any 1922 que va iniciar la seva educació musical a École Normale de Musique de París, abans d'acompanyar a la seva mare a l'Índia l'any 1923. Amb el seu retorn va començar les classes amb John Foulds, però poc temps després va canviar de centre i va ingressar a la Royal College of music, on va estudiar composició amb Harold Darke i viola amb Ernest Tomlinson fins a l'any 1930.

## Vida familiar
L'any 1933, Lutyens va casar-se amb Ian Glennie, que era baríton, i junts van tenir un nen i dues bessones. Però la parella no era feliç, de tal forma que l'any 1938 Lutyens va deixar el cantant per Edward Clark, un director i productor de la BBC que havia estudiat amb Schoenberg i era el responsable de mostrar la majoria dels compositors avantguardistes del moment als oients anglesos. Van tenir un altre fill l'any 1941 i van casar-se l'any següent. Ell mai va aconseguir una feina fixa, de tal forma que Lutyens es veia obligada a compondre obres per pel·lícules i per la radio per tal de mantenir els seus quatre fills. Aquesta situació va durar vint anys i realment va dificultar el seu desenvolupament artístic. Ella sempre considerava la seva feina comercial com a artísticament insignificant. Havia de compondre amb total soledat a causa del descontrol per la beguda de Clark i les responsabilitats de la maternitat.

## Carrera

### Estil compositiu i desenvolupament
Elisabeth és caracteritzada per donar a conèixer la tècnica serial de Schoenberg a Anglaterra. Va desaprovar l'estil exagerat d'altres autors com Gustav Mahler i en canvi va escollir treballar un estil de serialisme molt personal amb textures disperses; va emprar la sèrie de 12 notes en el seu Concert de Cambra per a 9 instruments l'any 1939, però abans ja havia estat utilitzant les tècniques d'inversió i retrogradació més fonamentals de l'idioma serial, inspirada pels precedents que va trobar en l'antiga música anglesa, especialment de Henry Purcell.
Tot i així, mai va limitar-se a la utilització de la sèrie de 12 notes, alguns dels seus treballs van ser basats en un progressió de 14 notes que ella mateixa va inventar. Tenia un gran devoció per la música de Claude Debussy, i una gran amistat amb Luigi Dallapiccola. Malgrat això, les seves opinions negatives del serialisme estricte van causar una fisura entre ella i els seus amics serialistes.
Lutyens, el director Iris Lemare i el violinista Anne Macnaghten van introduir compositors com Benjamin Britten, Elizabeth Maconchy, Grace Williams, Malcolm Williamson i Alan Rawsthorne.

### Treballs
La seva primera important aparició en públic fou pel ballet The Birthday of the Infanta l'any 1932. La partitura d'aquesta peça ha estat retirada, com moltes altres obres del mateix període presentades també al Macnaghten-Lemare Concerts.
L'evolució estilística de Lutyens va ser lenta però molt ben treballada. Una important experiència per a ella fou la introducció a les fantasies per corda de Purcell. La seva independència a l'hora de compondre la va situar en una tipologia molt personal dins el serialisme, especialment amb el Concert de Cambra nº1 (1939), que va ser un dels concerts més innovadors d'Anglaterra dins el seu període. Els temes rigurosament cromàtics de la peça i també les seves textures extremadament atenuades immediatament van situar a Lutyens fora dels seus contemporanis.
El sentiment d'aillament que posseïa va esvair-se i els seus principals dubtes van començar a girar entorn la institució musical anglesa, però la seva situació personal no la va ajudar gaire. L'any 1945, William Walton va pagar el servei que Clark li havia ofert amb relació a l'estrena del seu Concert per a viola l'any 1929. Lutyens va contactar amb Walton per a la realització d'una introducció per Muir Mathieson amb l'objectiu d'aconseguir algun treball de composició de música de cinema. Va acceptar la proposta i a més va convidar-la a dedicar-li totes les composicions que vulgués cobrant £100. El treball que va escriure va anomenar-lo The Pit. Edward Clark va ser qui ho va dirigir l'any 1946 al Festival de Londres, juntament amb el Preludi de les Tres Simfonies.
L'any 1947 va tenir molt d'èxit amb la cantata basada en el poema d'Arthur Rimbaud O saisons, O châteaux. En aquest cas manté la sensualitat i la màgia del poeta amb una harmonia completament nova. Només ens recorda a ella l'estil rítmic, que ja havíem pogut veure amb el Concert de Cambra nº1. La BBC va refusar d'estrenar-lo en aquell moment perquè el registre per a la soprano era d'una dificultat extrema, però tot i això, va ser aquesta mateixa cadena qui va fer realitzat la majoria d'interpretacions de gairebé tots els treballs de la compositora durant els anys 1940-1950. Però després hi ha haver una tendència a ignorar-la fins que el seu amic William Glock va prendre el rol de director.
Al principi del període de la segona guerra mundial i els anys després Lutyens va explorar varis estils. L'expressionisme romàntic i els contorns dramàtics tant atrevits de l'obra Three Symphonic Preludes contrasten especialment amb les seves primeres creacions. Amb cada obra Lutyens s'apropava més a la sensibilitat i estil de la seva maduresa. A finals de la guerra ja utilitzava la tècnica de les 12 notes d'una forma molt natural.
The Concertante for Five Players (1950) emplea una escassa textura amb una gran facilitat i més llibertat que el Concert per a Cambra, i inclou per primer cop la típica escriptura que utilitzarà en els seus últims treballs. Aquest terreny guanyat recentment va ser confirmat en el Sisè Quartet per a Corda l'any 1952 on la llibertat rítimica i la independència de les parts demostrava el seu avanç considerable sobre la música de l'anterior dècada. El seu següent treball, el Motet sobre les paraules de Ludwig Wittgenstein, va arribar sens dubte al nivell de dificultat exposat en el primer concert de cambra. Canònic i severament organitzat en un melodia fluida, el motet es basa en la serie de 12 notes format a partir d'una cèl·lula de tres notes.
Durant els últims anys de la seva vida, la seva fama va patir alts i baixos. La seva utilització de la tècnica de les 12 notes va semblar considerada repressiva moralment per alguns dels compositors d'Anglaterra durant els anys 1950, però amb un clima més calmat durant les següents dècades, va guanyar un millor reconeixement. Tot i això, alguns treballs de la seva primera maduresa, com l'òpera de cambra Infidelio (1954) i la cantata De amore (1957), no van ser representats fins a l'any 1973. Cap als anys 60 la seva musica va aconseguir més bones consideracions i va rebre una nombre important de comissions, incloent el Quincunx per orquestra amb soprano i baríton de solistes (1959-60), el qual havia estat premiat l'any 1962 pel Festival de Música de Cheltenham. I l'any 1969 va ser considerada Commander of the order of the British Empire (CBE).

### Llibres
A la seva autobiografia A Goldfish Bowl ens descriu la seva vida com a músic a Londres. Va ser publicada l'any 1972. S'havia sentit a dir que no li agradava gens escriure llibres i que només ho va fer per registrar els arxius més primerencs del seu marit Edward Clark.

### Caràcter
Lutyens tenia un caràcter combatiu, i fou descrita com una compositora sensualment bonica. Va haver de treballar fort per trobar un lloc enmig de tots els compositors clàssics i especialment dins el cànon del segle xx. Malgrat això la seva música és encara rarament escoltada o enregistrada. També va ser model per a la representació satírica de Henry Reed sobre la dama Hilda Tablet en una sèrie radiofònica dels anys 1950.